# Milostivire

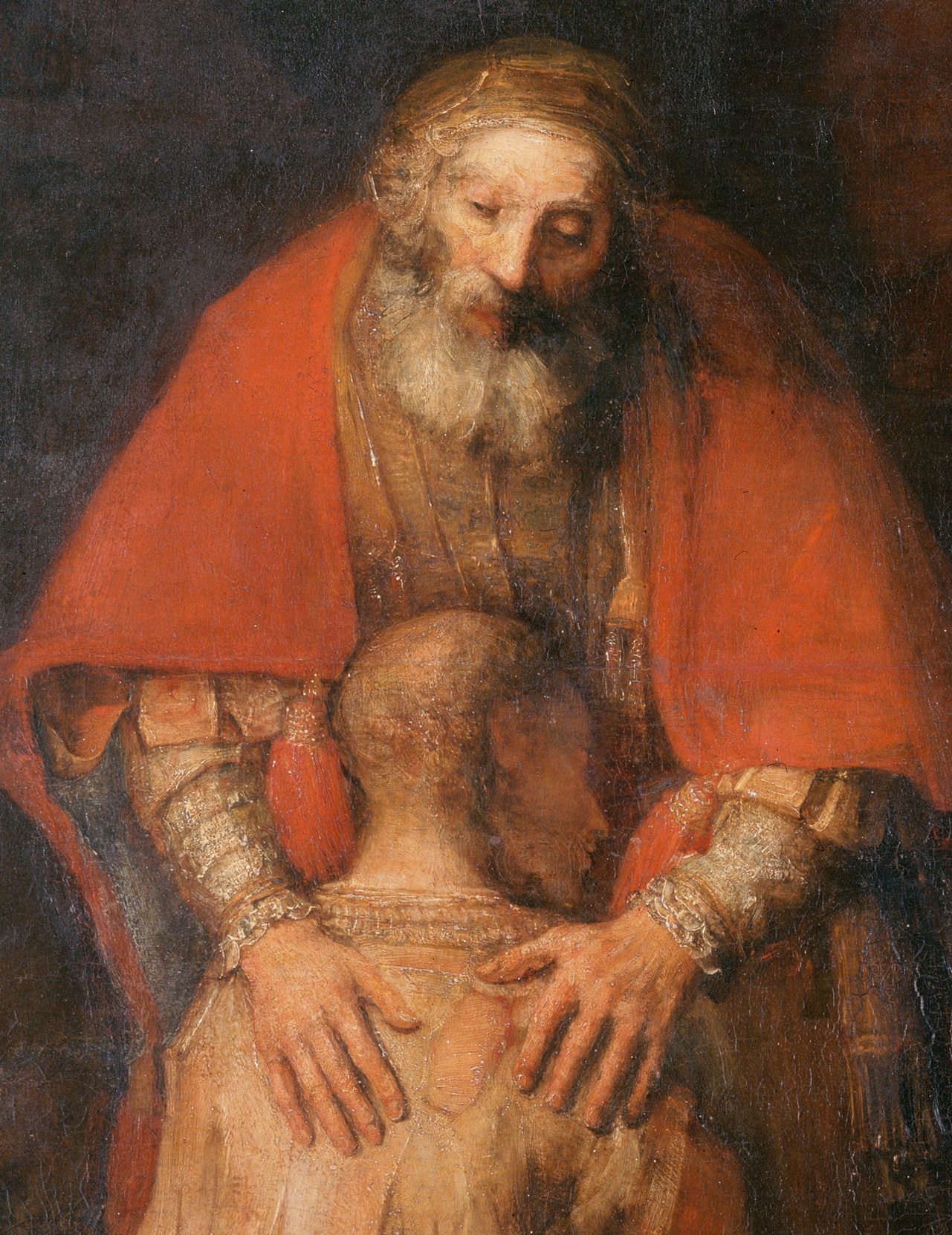
Rembrandt, Părintele milostiv, ca. 1669 (detaliu).

Milostivirea (în latină misericordia, în greacă ἔλεος, transliterat: éleos) este însușirea de a fi darnic, generos, binevoitor. În religia iudaică, în creștinism și în islam milostivirea este o caracteristică a lui Dumnezeu.